# Fortaleza de Saladino
A Fortaleza de Saladino (em árabe: قلعة صلاح الدين; romaniz.: Qal’at Salah El-Din), Cidadela de Saladino ou Cidadela de Saladino é um castelo na Síria. Fica a cerca de 30 km a norte da cidade de Lataquia, em terreno alto e montanhoso, num tergo entre duas profundas ravinas e rodeado por floresta. Desde 2006 que, juntamente com a Fortaleza dos Cavaleiros, está inscrito na lista do Património Mundial da UNESCO.
Uma das mais espectaculares características da fortaleza é o canal de 28 metros de profundidade, que foi escavado da rocha provavelmente pelos bizantinos (pode ter sido completado na época das Cruzadas). Este canal, com 156 metros de comprimento, fica no lado este, e tem entre 14 e 20 metros de largura.
A entrada para o castelo fica no lado sul da fortaleza. À direita da entrada está uma torre, um baluarte construído na época das Cruzadas. Há outra alguns metros mais longe. Há uma cisterna para armazenamento de água e alguns estábulos a seguir a uma enorme torre de menagem. Esta torre de menagem tem muralhas de 5 metros e cobre uma área de 24 m². Mais a norte, está o portão onde costumava estar a ponte levadiça. Evidentes são também a cidadela bizantina, no centro da fortaleza, outra enorme cisterna, a casa de chã das cruzadas, e uma igreja das cruzadas junto a uma de duas igrejas bizantinas.
As adições árabes ao castelo incluem uma mesquita, que data ao reinado do sultão mameluco Qalawun, e um palácio, que inclui banhos com pátios e iwans.